# Francesca Halsall
Francesca Halsall (ur. 12 kwietnia 1990 w Southport) – brytyjska pływaczka specjalizująca się w stylu dowolnym, mistrzyni świata i Europy.

## Kariera sportowa
Największy indywidualny sukces odniosła w mistrzostwach świata w 2009 w Rzymie zdobywając srebrny medal w wyścigu na 100 m stylem dowolnym.
Na początku 2017 roku zakończyła karierę pływacką.